# 클레멘테 비야베르데
클레멘테 비야베르데 우엘가(스페인어: Clemente Villaverde Huelga, 1959년 2월 8일, 아스투리아스 주 캉가스 데 오니스 ~)는 줄여서 클레멘테(스페인어: Clemente)로 알려진 스페인의 전직 축구 선수로, 현역 시절 좌측 수비수로 활약했다. 그는 현재 헤타페의 단장이기도 하다.

## 선수 경력
클레멘테는 아스투리아스 주 캉가스 데 오니스 출신이다. 그는 1977년에 아틀레티코 마드리드에 합류하여 처음 5년 동안 대부분 2군에서 보냈는데, 2년을 세군다 디비시온에서 3년을 세군다 디비시온 B에서 보냈다. 그는 1986년 컵위너스컵 결승전 진출에 일조했지만, 디나모 키이우에 0-3으로 패하면서 준우승에 만족해야 했다.
1987년 여름, 클레멘테는 미겔 앙헬 루이스와 함께 2부 리그의 말라가로 이적했다. 그는 안달루시아에서 라 리가 승격과 강등을 1번씩 경험했고, 31세에 현역에서 은퇴했다.

## 은퇴 후
클레멘테는 아틀레티코로 복귀한 후 미겔 앙헬 힐 구단주의 최측근으로 자리잡았다. 2020년 1월, 아틀레티코 이사진으로 25년 머무른 그는 헤타페의 신임 단장으로 취임했다.

## 수상
아틀레티코 마드리드
- 코파 델 레이: 1984-85
- 수페르코파 데 에스파냐: 1985
- 컵위너스컵 준우승: 1985-86

말라가
- 세군다 디비시온: 1987-88